# Кросън (шелфов ледник)
Шелфовият ледник Кросън (на английски: Crosson Ice Shelf) заема част от крайбрежието на Западна Антарктида, край Брега Уолгрин на Земя Мери Бърд, в акваторията на море Амундсен в Тихоокеанския сектор на Южния океан. Простира се североизточно от планината Мърфи (2700 m). Дължина и ширина 56 km. От планината Мърфи се спускат и се „вливат“ в него планинските ледници Смит, Поп, Ван и Хайес.
Шелфовият ледник Кросън е открит, заснет чрез аерофотоснимки и картиран от американски антарктически експедиции през 1959 – 66 г. През 1976 г. по предложение на Американския консултативен комитет по антарктическите названия безименния шелфов ледник е наименуван в чест на Уилям Едуард Кросън (р. 1933), морски офицер в поредната американска антарктическа експедиция през 1973 г.